# Ampharete saphronovae
Ampharete saphronovae är en ringmaskart som beskrevs av Jirkov 1994. Ampharete saphronovae ingår i släktet Ampharete och familjen Ampharetidae. Inga underarter finns listade i Catalogue of Life.